# I’ve Been Thinking About You
I’ve Been Thinking About You ist ein Lied von Londonbeat aus dem Jahr 1990, das von Jimmy Helms, Jimmy Chambers, George Chandler und William Henshal geschrieben wurde. Es erschien auf dem Album In the Blood.

## Geschichte
Im Text des Liedes vermisst der Protagonist seine Freundin.
I’ve Been Thinking About You entspricht den Musikrichtungen House und Dance-Pop, das Lied ist im Original 3:49 Minuten lang. Die Veröffentlichung war am 4. Oktober 1990. In den Vereinigten Staaten, Kanada, Australien, Deutschland, Österreich, Schweiz, Niederlande, Belgien, Italien, Spanien, Schweden und Finnland war der Song ein Nummer-eins-Hit. Londonbeat gewann mit dem Stück 1992 den Bronzenen Löwen von Radio Luxemburg.
1995 erschien eine Single mit Remixversionen des Liedes unter dem Titel I’ve Been Thinking About You (The ’95 Remixes).

## Kommerzieller Erfolg

### Chartplatzierungen
| ChartsChartplatzierungen       | Höchstplatzierung | Wochen |
| ------------------------------ | ----------------- | ------ |
| Deutschland (GfK)              | 1 (45 Wo.)        | 45     |
| Österreich (Ö3)                | 1 (18 Wo.)        | 18     |
| Schweiz (IFPI)                 | 1 (21 Wo.)        | 21     |
| Vereinigte Staaten (Billboard) | 1 (19 Wo.)        | 19     |
| Vereinigtes Königreich (OCC)   | 2 (13 Wo.)        | 13     |

| ChartsJahrescharts (1990)    | Platzierung |
| ---------------------------- | ----------- |
| Deutschland (GfK)            | 22          |
| Vereinigtes Königreich (OCC) | 29          |

| ChartsJahrescharts (1991)      | Platzierung |
| ------------------------------ | ----------- |
| Deutschland (GfK)              | 19          |
| Schweiz (IFPI)                 | 26          |
| Vereinigte Staaten (Billboard) | 31          |

### Auszeichnungen für Musikverkäufe
| Land/Region                  | Auszeichnungen für Musikverkäufe (Land/Region, Auszeichnung, Verkäufe) | Verkäufe  |
| ---------------------------- | ---------------------------------------------------------------------- | --------- |
| Australien (ARIA)            | Platin                                                                 | 70.000    |
| Deutschland (BVMI)           | Gold                                                                   | 250.000   |
| Neuseeland (RMNZ)            | Gold                                                                   | 5.000     |
| Niederlande (NVPI)           | Platin                                                                 | 100.000   |
| Österreich (IFPI)            | Gold                                                                   | 25.000    |
| Schweden (IFPI)              | Platin                                                                 | 50.000    |
| Vereinigte Staaten (RIAA)    | Gold                                                                   | 500.000   |
| Vereinigtes Königreich (BPI) | Silber                                                                 | 200.000   |
| Insgesamt                    | 1× Silber · 4× Gold · 3× Platin ·                                      | 1.200.000 |

## Musikvideo
Das Musikvideo enthält Animationen und ist sehr surrealistisch gestaltet. In der Handlung des Videos spielt die Band den Song.

## Coverversionen
- 2004: Alcazar (Physical)
- 2008: David Tavaré (Call Me Baby (If You Don’t Know My Name))
- 2009: Hermes House Band